# Integrated Assessment
Integrated Assessment (kurz IA, dt. Integrierte Bewertung oder auch Integrierte Folgenabschätzung) bezeichnet Vorgehensweisen vor allem der Umweltwissenschaften, die interdisziplinär Wissen aus verschiedenen Fachgebieten zusammenführen, untersuchen und die Ergebnisse im Hinblick auf Handlungsalternativen bewerten und darstellen. IA zielt darauf, für komplexe Probleme möglichst vollständig Ursache-Wirkungs-Ketten zu erfassen. Zum Einsatz kommen dabei meist Integrated Assessment Models (IAM, dt. Integrierte Bewertungsmodelle), die Modelle der verschiedenen Disziplinen in ein konsistentes Gesamtmodell zu integrieren versuchen. Integrated Assessment ist kein klar definierter Begriff, auch viele frühere Forschungsansätze lassen sich darunter subsumieren.
Bedeutung hat der Ansatz insbesondere in der Analyse der Folgen der globalen Erwärmung und Klimapolitik erlangt. Die Anwendung von IA auch auf andere Probleme der Umweltwissenschaften bezeichnet man oft als Integrated Environmental Assessment (IEA), die Modelle dementsprechend als Integrated Environmental Assessment Model (IEAM).

## Ziele und Methoden
Integrated Assessment wird oft sehr allgemein als iterativer Prozess beschrieben, an dessen Anfang eine konkrete politische Fragestellung steht und in dessen Verlauf Wissen und Modelle über verschiedene, natur- und sozialwissenschaftlichen Disziplinen hinweg verständlich gemacht, integriert und die Ergebnisse für politische Entscheidungen aufbereitet werden. Ziel ist es, gegenüber Ansätzen aus lediglich einer Disziplin einen Mehrwert zu schaffen und Entscheidungsträgern zusätzliche Informationen bereitzustellen. Es steht dagegen nicht im Vordergrund, in einzelnen Disziplinen neues Wissen zu gewinnen oder über die konkreten Fragestellungen des Assessment hinausgehende, allgemeingültige Modelle zu entwickeln.
IA will meist kausale Wirkungsketten inklusive wichtiger Rückkopplungen integrieren, schematisch etwa:
sozioökonomische Antriebe → ökonomische Aktivitäten → Druck auf die Umwelt, zum Beispiel in Form von Emissionen → physikalische Folgen für Ökosysteme und Gesellschaften → sozioökonomische Folgen
Weitere Dimensionen der Integration sind die der Stakeholder, die am Prozess beteiligt sind, und die unterschiedlicher Größenordnungen. Mittels IA untersuchte Probleme sind oft langfristige und weiträumige, gelegentlich auch regionale und mittelfristige.
Integrierte Modelle dienen dabei dazu, die Konsequenzen politischen Handels zu untersuchen bzw. optimales Handeln zu ermitteln und auch während des Prozesses die Verständigung der Akteure untereinander zu verbessern. Aufgrund ihrer Komplexität werden IAM meist als Simulationsmodelle ausgeführt. Ergänzend und in der Modellierung nicht zugänglichen Bereichen kommen partizipatorische Methoden zum Einsatz, wie etwa Fokusgruppen oder Expertenpanels. IAM sind oft modular aufgebaut und enthalten, oft vereinfachte, Teilmodelle aus verschiedenen Disziplinen.
Unsicherheit ist ein wichtiges Problem in IAM. Ein höherer Detaillierungsgrad kann teilweise Abhilfe schaffen, führt aber zu längeren Laufzeiten von Simulationen und, wegen zusätzlicher Parameter, zu aufwändigerer Sensitivitätsanalyse. Oft wird auch versucht, systematisch das mögliche Ergebnisspektrum zu ermitteln, was aber nur in nicht allzu detaillierten Modellen möglich ist. Daher und auch aufgrund unterschiedlicher Hintergründe und Sichtweisen der Modellierer unterscheiden sich verschiedene Modelle zu einer Fragestellung oft stark darin, welche Aspekte sie überhaupt formal berücksichtigen und in welcher Detaillierung.
Ein wichtiges Differenzierungsmerkmal von IAM ist die Art der Integration politischer Maßnahmen. Beispielsweise für IAM der globalen Erwärmung:
- mittels extern vorgegebenen Szenarien, zum Beispiel Emissionsszenarien,
- mittels Spezifikation von Technologiepfaden und ihrer Emissionsintensität,
- oder als Folge der Aktivität von Agenten im Modell.

## Entwicklung
Die Entstehung des Begriffs in den 1970er Jahren ist eng mit neuen technischen Möglichkeiten der Zeit verbunden, vor allem der Computersimulation. Der Begriff wurde wahrscheinlich erstmals bei der Untersuchung des Sauren Regens verwendet. Das IA und das dabei entwickelte RAINS-Modell (Regional Acidification Information and Simulation) spielte eine wichtige Rolle beim Zustandekommen des Genfer Luftreinhalteabkommen, viele Staaten orientierten sich beim Zusatzprotokoll zu Schwefelemissionen an den Empfehlungen des IA.
Besondere Bedeutung erlangte IA Mitte der 1980er Jahre zur Untersuchung der Folgen und Handlungsmöglichkeiten zur anthropogenen globalen Erwärmung. IAM wurden bereits vor Gründung des Intergovernmental Panel on Climate Change (IPCC) im Jahr 1988 eingesetzt. Während der Verhandlungen zur Klimarahmenkonvention der Vereinten Nationen (verabschiedet 1992) dienten die Ergebnisse der IAM vor allem dazu, „sichere Emissionskorridore“ zu ermitteln, die sowohl einen gefährlichen Temperaturanstieg als auch als inakzeptabel angesehene ökonomische Störungen vermeiden sollten. Auch auf dieser Basis wurden die Emissionsreduktionsziele des Kyoto-Protokolls festgelegt. Mitte der 1990er Jahre gab es bereits mehr als 50 IAM. Seitdem gab es verstärkt Bemühungen, partizipatorische Ansätze in das IA von Klimapolitik einfließen zu lassen, so zum Beispiel im ULYSSES-Projekt der EU.
Gegen Ende der 1990er und in der ersten Hälfte der 2000er Jahre wurden Initiativen wie das European Forum on Integrated Environmental Assessment (EFIEA) der EU oder die Integrierte Assessment Society (TIAS) und Fachzeitschriften ins Leben gerufen. Allerdings wurden einige mittlerweile wieder eingestellt.
Neben dem Problem der Globalen Erwärmung wird IA heute in einer Reihe weiterer Fragestellungen eingesetzt, etwa beim Management von Land- und Wassernutzung oder der Umweltwirkung von Chemikalien.

## Integrated Assessment der globalen Erwärmung

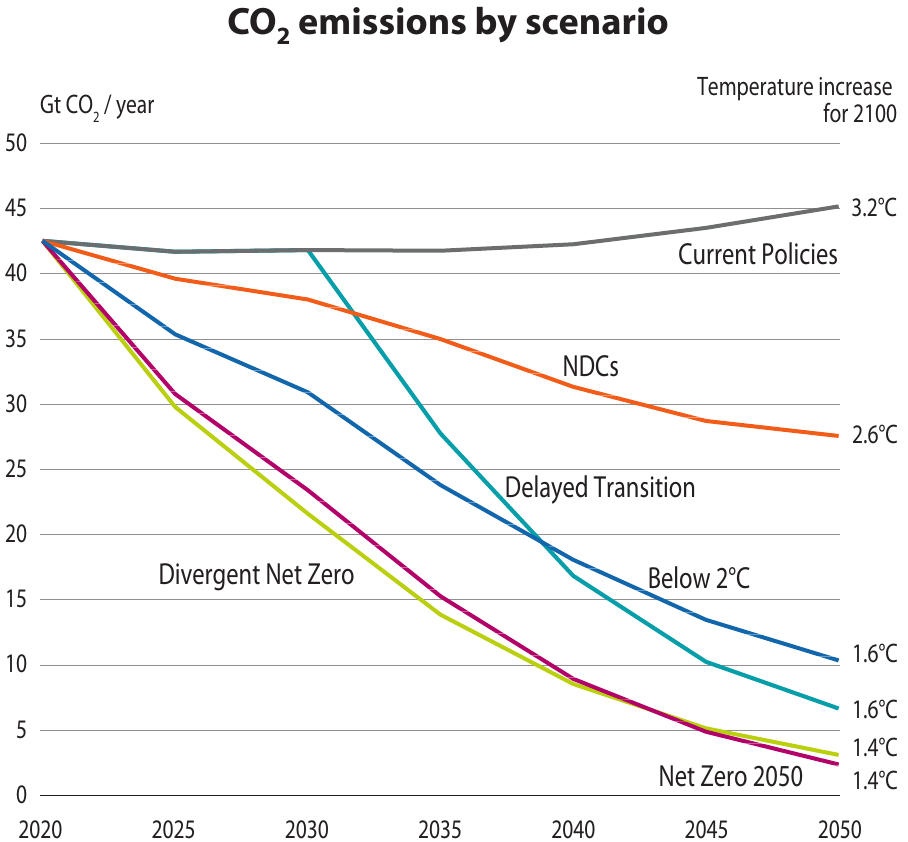
Mit dem Integrated Assessment Modell „REMIND“ berechnete, jährliche Treibhausgasemissionen in den verschiedenen Klimaszenarien des Networks for Greening the Financial System, 2022

IA der globalen Erwärmung verfolgt drei Hauptziele:
- mögliche zukünftige Pfade menschlicher und natürlicher Systeme koordiniert zu untersuchen,
- Einsichten in Kernfragen politischer Gestaltungsmöglichkeiten zu gewinnen,
- Forschungsfelder zu priorisieren, um besser robuste politische Optionen zu finden.

Die Integration hilft dabei, Annahmen verschiedener Disziplinen zu koordinieren und Rückkopplungen in die Analyse einzuführen, die in der isolierten Untersuchung einzelner Felder fehlen würden.
IAM enthalten meist als Teilmodelle mindestens ein Klimamodell und ein ökonomisches Modell, etwa ein Allgemeines Gleichgewichtsmodell. Sie verbinden den durch menschliche Aktivität verursachten Ausstoß von Treibhausgasen, deren Konzentration in der Atmosphäre, damit verbundene Temperaturänderungen, die Folgen der globalen Erwärmung für Ökosysteme und Menschen und deren gesellschaftliche und wirtschaftliche Rückwirkungen. Viele IAM sind Optimierungsmodelle, die den Emissionspfad mit maximalem Gesamtnutzen zu ermitteln versuchen.
Der zweite Sachstandsbericht des IPCC unterscheidet optimierende und evaluierende IAM der Klimapolitik.
Zu den optimierende Modelltypen zählen:
Kosten-Nutzen Modelle
Kosten-Nutzen Modelle versuchen, Grenzkosten von Vermeidungsmaßnahmen mit denen von Anpassungsmaßnahmen auszugleichen und so die optimale Kombination von Emissionsreduktion und Anpassung zu ermitteln. Emissionswerte sind hier also nicht vorgegeben, sondern Ergebnis der Modellanalyse. Solche Modelle müssen monetäre und, soweit sie sie berücksichtigen, nicht-monetäre Schäden in einheitlichen Größen quantifizieren.
Zielbasierte Modelle
Zielbasierte Modelle gehen von gegebenen Emissionszielen oder -folgen aus, wie etwa dem 2-Grad-Ziel, und versuchen, optimale Emissionspfade oder Handlungsmöglichkeiten zu finden, die diese Ziele erreichen (vgl. Preis-Standard-Ansatz).
Unsicherheitsbasierte Modelle
Unsicherheitsbasierte Modelle befassen sich vor allem mit Entscheidung unter Unsicherheit. Sie beziehen Unsicherheit in vereinfachte Kosten-Nutzen oder zielbasierte Modelle mit ein, zum Beispiel als Spektrum möglicher Parameterwerte, oder ergänzen Zustände in vollständigen Kosten-Nutzen Modellen. Viele erlauben es auch, Politik im Simulationsverlauf zu ändern, wenn Unsicherheiten mit der Zeit abnehmen.
Evaluierende Modelltypen enthalten oft mehr oder detailliertere naturwissenschaftliche Komponenten, während sozioökonomische Komponenten weniger ausgeprägt sind. Sie beziehen zum Beispiel auch Landnutzungsänderungen oder Schwefelemissionen mit ein. Zu ihnen zählen:
Deterministische Projektionsmodelle
In deterministischen Projektionsmodellen erhalten Parameter einen einzigen, eindeutigen Wert und es werden deterministisch Ausgabewerte ermittelt, die langfristige zukünftige Entwicklungen eindeutig beschreiben sollen.
Stochastische Projektionsmodelle
In stochastischen Projektionsmodellen werden Ein- oder Ausgabewerte mit Mitteln der Stochastik behandelt.
Mitte der 1990er Jahre gab es bereits mehr als 50 IAM zur Untersuchung der globalen Erwärmung. Eines der ersten war IMAGE-1 (Integrated Model to Assess the Greenhouse Effect) des Niederländischen Staatlichen Instituts für öffentliches Gesundheitswesen und Umwelt (RIVM). Weitere Beispiele sind das RICE und DICE (William D. Nordhaus) oder WIAGEM (Claudia Kemfert).
Viele häufig zitierte Kosten-Nutzen Modelle, zum Beispiel DICE, kommen zu dem Ergebnis, dass die optimale Klimapolitik darin besteht, zunächst relativ wenig zu tun und erst spät deutlicher zu handeln. Manche Ökonomen führen dies auf fragwürdiger Annahmen zurück, zum Beispiel relativ hohe Abzinsung künftiger Schäden, eine fragwürdige Bewertung nicht-monetärer Schäden (wie dem Wert eines Menschenlebens oder der Biodiversität), der Vernachlässigung von Unsicherheiten oder der Überschätzung von Vermeidungs- und Unterschätzung von Anpassungskosten. In gängigen IAM, wie sie in den USA bei gesetzlichen Regelungen verwendet würden, seien die Schadensfunktionen veraltet und würden vor allem auf Fachliteratur aus den 1990er Jahren basieren. Die Werte bestimmter Parameter zur Modellierung der komplexen Zusammenhänge werden oftmals „eigenmächtig“ gesetzt, was zu „großen Effekten in den resultierenden Ergebnissen“ führe.
Ab einer globalen Erwärmung von mehr als 3 °C können nach Einschätzung vieler Ökonomen IAM keine verlässlichen Extrapolationen mehr liefern. Extremereignissen (tail risks) können schwer berücksichtigt werden, was oftmals die Hinzuziehung separater Experten erforderlich mache. Kritiker halten es für sinnvoller, im IA Klimapolitik als Versicherung gegen den schlimmstmöglichen aber wenig wahrscheinlichen Fall einer Klimakatastrophe zu betrachten und dementsprechend ziel- und unsicherheitsbasierte Modelle vorzuziehen.
Neuere Entwicklungen versuchen, auch Unsicherheiten und Risiken zu modellieren. So aktualisierte William Nordhaus 2017 sein Modell DICE und berücksichtigte auch Unsicherheit in einigen Parametern. Gegenüber dem Jahr 2013 ist in seinem Modell die Steuer, die bei ökonomisch optimaler Klimapolitik auf die Emission einer Tonne CO2 erhoben werden müsste, um 50 % gestiegen. Unsicherheit führt darin zu einer Erhöhung um etwa 15 %. Ein anderes Modell, das durch Kippelemente im Erdsystem und deren Wechselwirkungen gegebene Risiko einbezieht, deutet darauf hin, dass eine Klimapolitik, die das 1,5-Grad-Ziel einhält, optimal wäre. So dient IAM auch zur Herleitung verallgemeinerter Verhältnisse von CO2-Emissionen und der Folgen für Menschheit und Bevölkerungen wie beispielsweise der Mortality Cost of Carbon (MCC).

## Kritik an Integrated Assessment Modellen
Durch die hohe policy Relevanz der integrierten Bewertung, vor allem durch die Verwendung von IAM, in der Working Group III (Mitigation) des IPCC, sind diese auch Untersuchungsgegenstand verschiedener kritischer Wissenschaftsansätze, wie den Science and Technology Studies oder der Politischen Ökologie geworden. In diesem Sinne wird den Modellen ein Beitrag zur Agenda Setting der Politik nachgewiesen. Diese wird besonders deutlich im Fall von Negativen Emissionen.
Diese Kritik fokussiert sich dabei seltener auf technisches Details als vielmehr auf die gesellschaftliche Auswirkungen von vermeintlich neutraler Annahmen und die wissenschaftliche Praxis. Der Forschungsprozess wird als geprägt von sozialen, politischen und ökonomischen Rahmenbedingungen, etwa durch epistemische Kulturen, institutionelle Machtverhältnisse und politische Erwartungen an „nützliche“ Wissenschaft. Besonders Augenmerk wird auf die ökonomischen Annahmen der Modelle gelegt (siehe Übersicht der Kritik an den ökonomischen Annahmen). IAM können dadurch bestehende gesellschaftliche Verhältnisse unbeabsichtigt legitimieren. Um dem entgegenzuwirken, wird die Verwendung von Modellen im Kombination mit anderen Methoden oder auch künstlerischen Ansätzen vorgeschlagen. Radikalere Kritik wirbt dahingegen für eine partizipative Forschung mit visionärem Anspruch, etwa über das Konzept der Kategorialen Utopie, um auch oder verstärkt alternative Transformationspfade oder Zukünfte, die bspw. jenseits einer kapitalistischen Wirtschaftsordnung zu verorten sind.

### Übersicht an der Kritik an den ökonomischen Annahmen
| Funktion                     | Kurzbeschreibung |
| ---------------------------- | --- |
| Repräsentativer Agent        | „Überwiegend utilitaristische, wenn auch unrealistische Erzählung menschlichen Verhaltens, basierend auf Annahmen eines idealisierten Lebensstils von Konsum, Akkumulation und hohem Energieverbrauch“ (, S. 4). Vorstellungen vom Menschsein, Weltbildern und dem Sozialen werden auf den westlich geprägten Homo Economicus reduziert.                                                                                     |
| Schadensfunktionen           | Schadensfunktionen weisen monetäre Verluste in Abhängigkeit der globalen Durchschnittstemperatur zu. Andere Bewertungsformen bleiben ausgeschlossen. Selbst irreversible Schäden gelten als finanziell kompensierbar. |
| Negishi-Gewichtungen         | Unter der Annahme, dass geografische Umverteilung unpraktikabel oder unmöglich ist wird die bestehende Einkommensverteilung eingefroren. Dies bevorteilt wohlhabende Länder mit hohen historischen Emissionen. |
| Diskontierungsraten          | Unter der Annahme wirtschaftlichen Wachstums und einer gesellschaftlichen Präferenz für kurzfristigen Konsum wird derselbe Konsum in der Zukunft geringer bewertet. Die Kosten intergenerationeller Gerechtigkeit werden damit auf zukünftige Generationen verlagert. |
| Perfekte Voraussicht         | Annahme, dass Investitionen stets im ökonomisch sinnvollsten Moment und mit perfektem Wissen getätigt werden. Dies führt zur vermeintlich effizienten Lösung durch CO₂-Bepreisung. |
| BIP-Wachstum                 | Wirtschaftswachstum wird in allen Staaten als normatives Ziel gesetzt – unabhängig von Entwicklungsstand oder Reichtum. Absolute Entkopplung von Emissionen und Wachstum ist fraglich. Wachstum bedeutet höheren Energiebedarf, was in den Modellen zu mehr negativen Emissionen führt. Kritik, dass IAMs „eine Schlüsselrolle dabei spielen, von der Machbarkeit wachstumsunabhängiger Gesellschaften abzulenken“ (, S. 8). |
| Gleichgewichtstheorien       | In der Wirtschaftswissenschaft umstritten. Heterodoxe Ansätze betonen „dynamischen Wandel, große Unsicherheiten, Machtverhältnisse sowie soziale und ökonomische Strukturen jenseits aggregierter individueller Entscheidungen“ (, S. 665). Diese Theorien erfassen gesellschaftliche Komplexität unzureichend und führen zu verzerrten Ergebnissen.                                                                         |
| Nachfrageorientierter Wandel | Energieeinsparung ist ein offensichtlicher Hebel, wird jedoch in IAMs nur eingeschränkt berücksichtigt oder führt zu paradoxen Effekten. So führen Pfade mit geringerer Nachfrage z. B. zu weniger Erneuerbaren statt geringerer CO₂-Entnahme. |